# Università della Città di Yokohama
L'Università di Yokohama è un'università pubblica del Giappone. Il campus principale (Kanazawa-Hakkei Campus) si trova a Kanazawa-ku, Yokohama, nella prefettura di Kanagawa.

## Storia
Le origini dell'università risalgono al 1882, quando fu fondata dalla corporazione dei mercanti locali la Yokohama School of Commerce and Law (横浜商法学校, Yokohama shōhō gakkō). Nel 1888 l'istituto fu ribattezzato Yokohama Trade School (横浜商業学校, Yokohama shōgyō gakkō) che, da privata, divenne una scuola statale nel 1917. Nel 1924 si decise di dividere il percorso di studi in due parti: un corso di 5 anni (per i ragazzi dai 12 ai 17 anni di età) e un corso di specializzazione di 2 anni (per gli studenti tra i 17 e i 19 anni). Nel 1928 il corso di specializzazione divenne la Yokohama Municipal Trade School (横浜市立横浜商業専門学校, Yokohama-shiritsu Yokohama shōgyō semmon gakkō). Nel 1949, questo istituto si è evoluto nell'Università della Città di Yokohama.
Un'altra origine fu l'Ospedale Jūzen (十全医院, Jūzen iin), fondato nel 1874. Divenne ospedale municipale nel 1891. Nel 1944, presso l'ospedale fu fondata la Yokohama City Medical School (横浜市立医学専門学校, Yokohama-shiritsu igaku semmon gakkō). Nel 1947, la scuola tecnica si sviluppò nello Yokohama Medical College (横浜医科大学, Yokohama ika daigaku), che nel 1952 divenne la Facoltà di Medicina della City University di Yokohama.

## Facoltà
Attualmente le facoltà dell'ateneo sono suddivise in:
- Facoltà di Scienze Generali Internazionali (al campus di Kanazawa-Hakkei)
- Corsi di Arti Liberali e Studi Internazionali (al campus di Kanazawa-Hakkei)
- Corsi di Scienze (al campus di Kanazawa-Hakkei)
- Corsi di Economia (al campus di Kanazawa-Hakkei)
- Facoltà di Medicina (al campus di Fukuura)